# Lago Hermoso
El lago Hermoso es un espejo de agua ubicado en el departamento Lácar de la provincia del Neuquén, Argentina.

## Descripción
Ocupa un valle perpendicular a la Cordillera de los Andes, y está rodeados de bosque andino patagónico, formado especialmente por lengas y coihues. Esta zona tiene grandes extensiones de propiedades privadas (estancias), está bajo la jurisdicción del parque nacional Lanín, que rodea las mismas.
Se accede al mismo por un desvío de 2 km de la "Ruta de los Siete Lagos", que une las ciudades de San Martín de los Andes y Villa La Angostura. 
El lago Hermoso tiene una belleza exuberante; sus aguas cristalinas permanecen totalmente calmas durante la noche y la mañana. Sus costas están rodeadas de bosques autóctonos, a excepción de las zonas taladas por propietarios, con abundancia de Coihues, Lengas, Ñires y algunos ejemplares de Raulí.

## Geografía
A 250 metros de la cabecera, antes de llegar, se encuentra la laguna "Pudú-Pudú", de escasas dimensiones. Su nombre proviene de un cérvido pequeño con una alzada de no más de 50 cm que habitaba en la zona y del que actualmente pueden encontrarse enjemplares en el sur de Chile y en la Isla Victoria.
Desde el lago Hermoso es posible hacer un paseo a pie o a caballo recorriendo un pequeño arroyo hasta el cercano y Lago de los Cármenes, de 5 km de largo entre cabeceras y de belleza exuberante. A este lago es posible llegar caminando desde la Bahía de las Islas del lago Hermoso, a través de una picada que rodea los cuerpos de agua, utilizada ampliamente por las estancias como explotación turística. También es posible navegar el lago hasta su costa occidental, en que se puede encontrar una densa selva valdiviana, esto es, un bosque mucho más denso y enmarañado que el de sus costas orientales, con abundancia de especies tales como el arrayán o el alerce. 
En el lago Hermoso es posible navegar, pescar y practicar deportes acuáticos, debido a que la temperatura de sus aguas, si bien es de las más frías, ya que es el primer lago de la cuenca de río hermoso, no es tan fría como la de otros lagos como el Nahuel Huapi.
Este lago desagua a través del río Hermoso, que lleva sus aguas a los cercanos lagos Machónico, Pichi Machónico y Meliquina. El lago Meliquina desagua por el río del mismo nombre hasta su confluencia con el río Filo-Hua-Hum, a partir del cual comienza a llamarse Caleufú, que desemboca en el Collón Curá, y luego en el Limay, que aporta sus aguas al río Negro.

## Polémica
En la zona de acceso al mismo y algunos de sus alrededores se están comenzando a construir numerosas casas y alojamientos turísticos sin control, sobre los terrenos de un loteo desarrollado en la década de 1950, por lo que quedaron resguardados de leyes posteriores. Estas construcciones representan una amenaza real para la estabilidad del ecosistema local, ya que no poseen cloacas y en muchas casas se puede observar la devastación de la flora nativa y la suplantación con especies exóticas invasoras. Está zona posee un bosque único por su gran cantidad de cuerpos acuáticos, por lo que es un ecosistema muy sensible a perturbaciones como las que está recibiendo. Se trata de una urbanización netamente residencial, por lo que es de esperar que los propietarios respeten las normativas de Parques Nacionales para no afectar el ecosistema, pero termina siendo más un acto a voluntad de propietarios con consciencia ecológica, que algo asegurado por la ley. Lamentablemente varios propietarios de estancias carecen de esta conciencia, y tanto el aislamiento como su nivel de ingresos les permiten ignorar las leyes, ante un estado ausente y un servicio de guardaparques abrumado por otras labores. Este es el caso de los propietarios del camping sobre la costa, y de la construcción de un resort de ski sin los permisos de tala de bosque nativo correspondiente.
Sobre la ruta N° 234 hay una proveeduría y algunos emprendimientos turísticos, algunos de dudosa legalidad, que permanecen abiertos únicamente durante el verano, y que aprovechan simultáneamente la precaria accesibilidad al lago y su belleza paisajística. Un pequeño hotel —que lleva el curioso nombre de "refugio"— en su costa permite alojarse en el lugar. Este hotel organiza excursiones de pesca y cabalgatas. Existe un camping agreste en su cabecera, en la embocadura del río Hermoso, donde la problemática de sobrepoblación en el verano y vertido de residuos sanitarios es similar a la de muchos campings y refugios en la Patagonia.

## Guardaparque
Sobre la misma ruta, a 1 kilómetro de la proveeduría, se encuentra la seccional "Lago Hermoso" de Parques Nacionales, donde reside el guardaparques a cargo de la zona. Generalmente es difícil encontrarlo durante el día, ya que se encuentra recorriendo los alrededores, controlando permisos de pesca y zonas de acampe. En la seccional no pueden emitirse permisos de pesca, por lo que en caso de querer desarrollar esta actividad es necesario obtener el mismo en San Martín de los Andes o Villa La Angostura.